# فرد برايس
فرد برايس (بالإنجليزية: Fred Price)‏ (24 أكتوبر 1901 في المملكة المتحدة - 16 نوفمبر 1985 في المملكة المتحدة) هو لاعب كرة قدم بريطاني (وحمل سابقاً جنسية المملكة المتحدة لبريطانيا العظمى وأيرلندا) في مركز مهاجم داخلي. لعب مع ليستر سيتي ونادي تشيسترفيلد ونادي ساوثهامبتون ووولفرهامبتون واندررز ونونيتون بورو ‏ وBurton Town F.C. ‏.